# One31
One31(태국어: สถานีโทรทัศน์ช่องวัน 31)는 GMM 그램미가 소유한 태국의 텔레비전 채널이다.